# 罗克塞勒
罗克塞勒（法語：Roquessels，法語發音：[ʁɔkəsɛl]）是法国埃罗省的一个市镇，属于贝济耶区。

## 地名
该地名“Roquessels”发音特殊，其发音为[ʁɔkəsɛl]，不符合字母“e”在两相同辅音字母前发/ɛ/（如“verrière”，[vɛʁjɛʁ]）或/e/（如“message”，[mesaʒ]）的法语基本发音规则。

## 地理
罗克塞勒（43°33'7"N, 3°13'24"E）面积8.98 平方千米，位于法国奧克西塔尼大區埃罗省，该省份为法国南部沿海省份，南濒地中海，西南接奥德省，西北接塔恩省和阿韦龙省，东北与加尔省接壤。
与罗克塞勒接壤的市镇（或旧市镇、城区）包括：福热尔、福斯、富济永、加比扬、洛朗斯、孟德斯鸠、佩泽讷莱米讷。
罗克塞勒的时区为UTC+01:00、UTC+02:00（夏令时）。

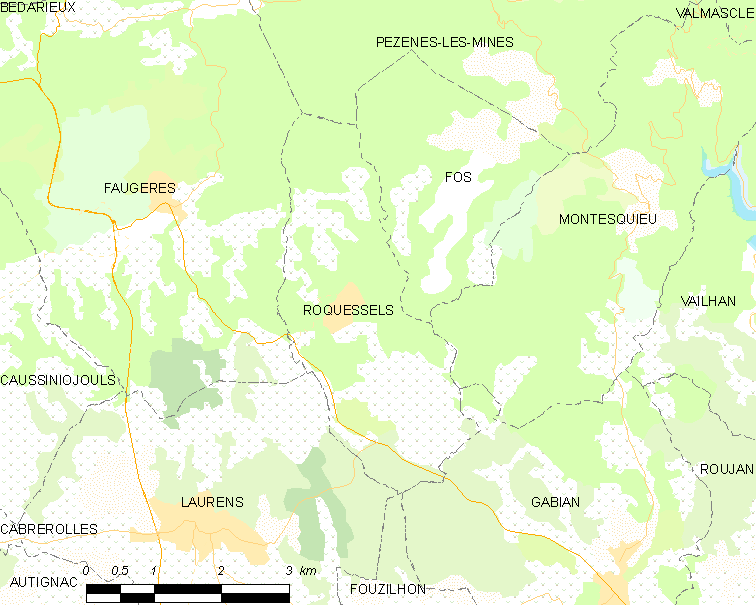
罗克塞勒的OSM定位图

## 行政
罗克塞勒的邮政编码为34320，INSEE市镇编码为34234。

## 政治
罗克塞勒所属的省级选区为卡祖勒莱贝济耶县。

## 人口

1962-2008年间罗克塞勒人口变化图示

罗克塞勒于2022年1月1日时的人口数量为111人。